# Hita
Hita (jap. 日田市 Hita-shi) – miasto w Japonii, w prefekturze Ōita, na wyspie Kiusiu. W mieście rozwinął się przemysł drzewny oraz spożywczy.
Miasto zostało założone 11 grudnia 1940 roku. Jest rolniczym i przemysłowym ośrodkiem, który produkuje przede wszystkim tarcicę, meble i ceramikę. Jego atrakcje i malownicze scenerie także czynią je popularnym miejscem turystycznym.
22 marca 2005 roku miasteczka Amagase i Oyama oraz wsie Kamitsue, Maetsue i Nakatsue, wszystkie z powiatu Hita, zostały włączone do miasta Hita.

## Geografia
Hita położone jest na zachodzie prefektury Ōita i graniczy z sąsiednimi prefekturami Fukuoka i Kumamoto. Hita graniczy z miastami: Kurume z zachodu, Nakatsu z północy i Kusu ze wschodu. Miasto leży na równinie u zbiegu kilku rzek, które płyną na zachód łącząc się w rzekę Chikugo. Otaczający krajobraz jest górzysty, typowy dla prefektury Ōita. Chociaż Hita należy do prefektury Ōita, to historycznie bardziej związane jest z prefekturą Fukuoka. Dialekt używany w Hita ma te same cechy charakterystyczne dla dialektu Hichiku używanego w prefekturach Fukuoka, Nagasaki i Saga.
Hita leży w naturalnym, równinnym obniżeniu otoczonym przez góry sięgające 1000 m n.p.m. Z tego powodu ruchliwość powietrza jest niewielka, przez co temperatury w lecie są bardzo wysokie  (często ponad 35 °C); zimy są mroźne. Największe opady występują w okresie letnim.
Gęsta sieć rzeczna i położenie w kotlinie przyczynia się do częstego powstawania bardzo gęstych mgieł w okresach wiosennym i jesiennym, znanych jako „sokogiri” (niska mgła).
Wiele rzek, które przebiegają przez miasto łączy się w rzekę Mikuma. Rzeka ta była wykorzystana do dystrybucji tarcicy do miast Kurume i Ōkawa pod koniec okresu Edo, ale wraz z ukończeniem tamy Yoake zaprzestano korzystania z tej trasy.

## Populacja
Zmiany w populacji Hita w latach 1970–2015:
| Rok  | Populacja |
| ---- | --------- |
| 1970 | 87 102    |
| 1975 | 83 649    |
| 1980 | 83 880    |
| 1985 | 83 655    |
| 1990 | 81 580    |
| 1995 | 79 776    |
| 2000 | 77 369    |
| 2005 | 74 165    |
| 2010 | 70 940    |
| 2015 | 66 526    |